# Foglianise

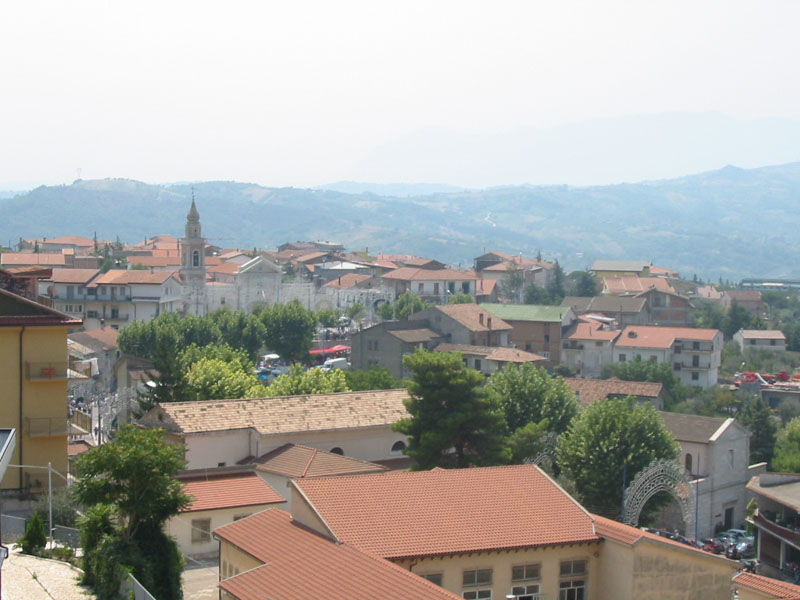
Ortszentrum von Foglianise

Foglianise ist eine italienische Gemeinde (comune) mit 3109 Einwohnern (Stand 31. Dezember 2023) in der Provinz Benevento in Kampanien. Die Gemeinde liegt etwa zehn Kilometer westnordwestlich von Benevento am Parco Regionale Taburno-Camposauro.

## Persönlichkeiten
- Carlo Zotti (* 1982), Fußballspieler (Torwart), in Foglianise aufgewachsen